# Вилия (приток Горыни)
Вилия (укр. Вілія) — река на Украине, протекает по территории Кременецкого района Тернопольской области, Ровненского района Ровненской области, Шепетовского района Хмельницкой области. Левый приток Горыни (бассейн Днепра).
Длина реки 77 км. Площадь водосборного бассейна 1815 км². Уклон реки 1,0 м/км. Долина корытообразная террасированная, шириной 1,5—5 км. Пойма в основном заболочена, шириной до 150 м в верховье и 400—800 м в низовье. Русло извилистое, шириной до 28 м и глубиной 1—2 м. Используется для технического, сельскохозяйственного и бытового водоснабжения. Питание преимущественно снеговое. Ледостав с середины декабря до начала марта. На реке построены мелиоративные системы «Вилия», «Устье» и другие.
Вилия берёт начало из источника у села Подлесное на Подольской возвышенности. Течёт преимущественно на северо-восток. Впадает в Горынь на северо-восточной окраине города Острог.
Главные притоки: Кутянка, Збитинка (Свитенька) (левые); Кума, Боложовка, Гнилой Рог, Устье (правые). На реке расположены города Шумск, Острог.